# Pólko
Pólko es un pueblo ubicado en la gmina Biała Podlaska, distrito de Biała Podlaska, voivodato de Lublin, Polonia.

## Superficie
Cuenta con una superficie de 7,080 kilómetros cuadrados.

## Demografía
Hasta 2011 la población era de 46 habitantes, con una densidad de población de 6,497 habitantes por kilómetro cuadrado. Estaba conformada por 25 hombres (54,3%) y 21 mujeres (45,7%), según el censo de la Oficina Central de Estadística.